# Sveinn Sölvason
Sveinn Logi Sölvason (* 2. Mai 1978) ist ein isländischer Badmintonspieler.

## Karriere
Sveinn Sölvason siegte im Jahr erstmals bei den nationalen Titelkämpfen in Island. Sechs weitere Titel folgten bis 2004. 1999 nahm er an den Weltmeisterschaften teil und wurde dort sowohl 33. im Herrendoppel mit Sveinn Sölvason als auch 33. im Herreneinzel.

## Sportliche Erfolge
| Saison | Veranstaltung                              | Disziplin    | Platz | Name                                         |
| ------ | ------------------------------------------ | ------------ | ----- | -------------------------------------------- |
| 1995   | Island: Einzelmeisterschaften der Junioren | Herreneinzel | 1     | Sveinn Sölvason                              |
| 1996   | Island: Einzelmeisterschaften der Junioren | Mixed        | 1     | Sveinn Sölvason / Erla Björg Hafsteinsdóttir |
| 1996   | Island: Einzelmeisterschaften der Junioren | Herrendoppel | 1     | Sveinn Sölvason / Björn Jónsson              |
| 1996   | Island: Einzelmeisterschaften der Junioren | Herreneinzel | 1     | Sveinn Sölvason                              |
| 1999   | Weltmeisterschaft                          | Herrendoppel | 33    | Tryggvi Nielsen / Sveinn Sölvason            |
| 1999   | Weltmeisterschaft                          | Herreneinzel | 33    | Sveinn Solvason                              |
| 2000   | Island: Einzelmeisterschaften              | Herrendoppel | 1     | Sveinn Sölvason / Tryggvi Nielsen            |
| 2001   | Island: Einzelmeisterschaften              | Herrendoppel | 1     | Sveinn Sölvason / Tryggvi Nielsen            |
| 2002   | Island: Einzelmeisterschaften              | Herrendoppel | 1     | Tryggvi Nielsen / Sveinn Sölvason            |
| 2003   | Island: Einzelmeisterschaften              | Mixed        | 1     | Sveinn Sölvason / Drífa Harðardóttir         |
| 2003   | Island: Einzelmeisterschaften              | Herreneinzel | 1     | Sveinn Sölvason                              |
| 2004   | Island: Einzelmeisterschaften              | Herrendoppel | 1     | Tryggvi Nielsen / Sveinn Sölvason            |
| 2004   | Island: Einzelmeisterschaften              | Mixed        | 1     | Sveinn Sölvason / Drífa Harðardóttir         |